# Jose Glover
Joseph Glover (geboren rond 1598, overleden eind 1638), meestal aangeduid als Jose of Josse Glover, was een Engelse non-conformistische predikant. Hij werd bekend als pionier van de boekdrukkunst in de Engelse koloniën van Noord-Amerika. Hij speelde een belangrijke rol bij de oprichting van het Harvard College.

## Levensloop
Glover was getrouwd met Sarah Owfield, die in juli 1628 overleed. Hij hertrouwde rond 1630 met Elizabeth Harris, de dochter van dominee Nathaniel Harris, rector van Bletchingley in Surrey.
Van 1628 tot 1636 was Glover rector van Sutton, toentertijd gelegen in het graafschap Surrey. Onder bisschop Laud, die hard optrad tegen protestantse stromingen als het Puritanisme, was Glover genoodzaakt zijn ambt neer te leggen.
Glover bezocht rond 1634 New England en verzamelde bij thuiskomst in Engeland steun voor wat later Harvard College zou worden. Hij slaagde erin een drukpers en overige benodigdheden te kopen met geld uit Engeland en Holland, en tekende op 7 juni 1638 in Cambridge een overeenkomst met de slotenmakers Stephen en Matthew Daye en drie arbeiders om de apparatuur naar Amerika te verschepen (aan boord van het schip John of London) en deze later te exploiteren. Glover maakte op 16 mei 1638 zijn testament, dat werd goedgekeurd door het Prerogative Court van Canterbury op 22 december van dat jaar.
Glover stierf tijdens de reis naar Amerika aan koorts, maar Elizabeth Harris, die zijn enige erfgenaam was, kon met de gebroeders Daye zijn werk voor het opzetten van een drukpers in New England voortzetten. Met de materialen die Glover had gekocht, publiceerde Stephan Daye in 1639 The Free Man's Oath, een eed van trouw die in de jaren 1630 van alle kolonisten werd vereist. The Whole Booke of Psalmes, dat in 1640 verscheen, was het eerste gedrukte boek dat in de Nieuwe Wereld werd gepubliceerd.
Elizabeth Harris hertrouwde in 1641 met Henry Dunster, de eerste voorzitter van Harvard. Na haar dood werd de drukpers geschonken aan Harvard, waarmee de Harvard University Press begon. Haar zoon John Glover studeerde aan Harvard en behaalde vervolgens in Aberdeen de graad van Doctor of Medicine. Hij overleed ongehuwd in 1668.